# Bailleul-Sir-Berthoult
Bailleul-Sir-Berthoult är en kommun i departementet Pas-de-Calais i regionen Hauts-de-France i norra Frankrike. Kommunen ligger i kantonen Vimy som tillhör arrondissementet Arras. År 2022 hade Bailleul-Sir-Berthoult 1 432 invånare.

## Befolkningsutveckling
Antalet invånare i kommunen Bailleul-Sir-Berthoult
| Referens: INSEE |